# Caularis jamaicensis
Caularis jamaicensis là một loài bướm đêm trong họ Noctuidae.